# Adriaan Vlacq

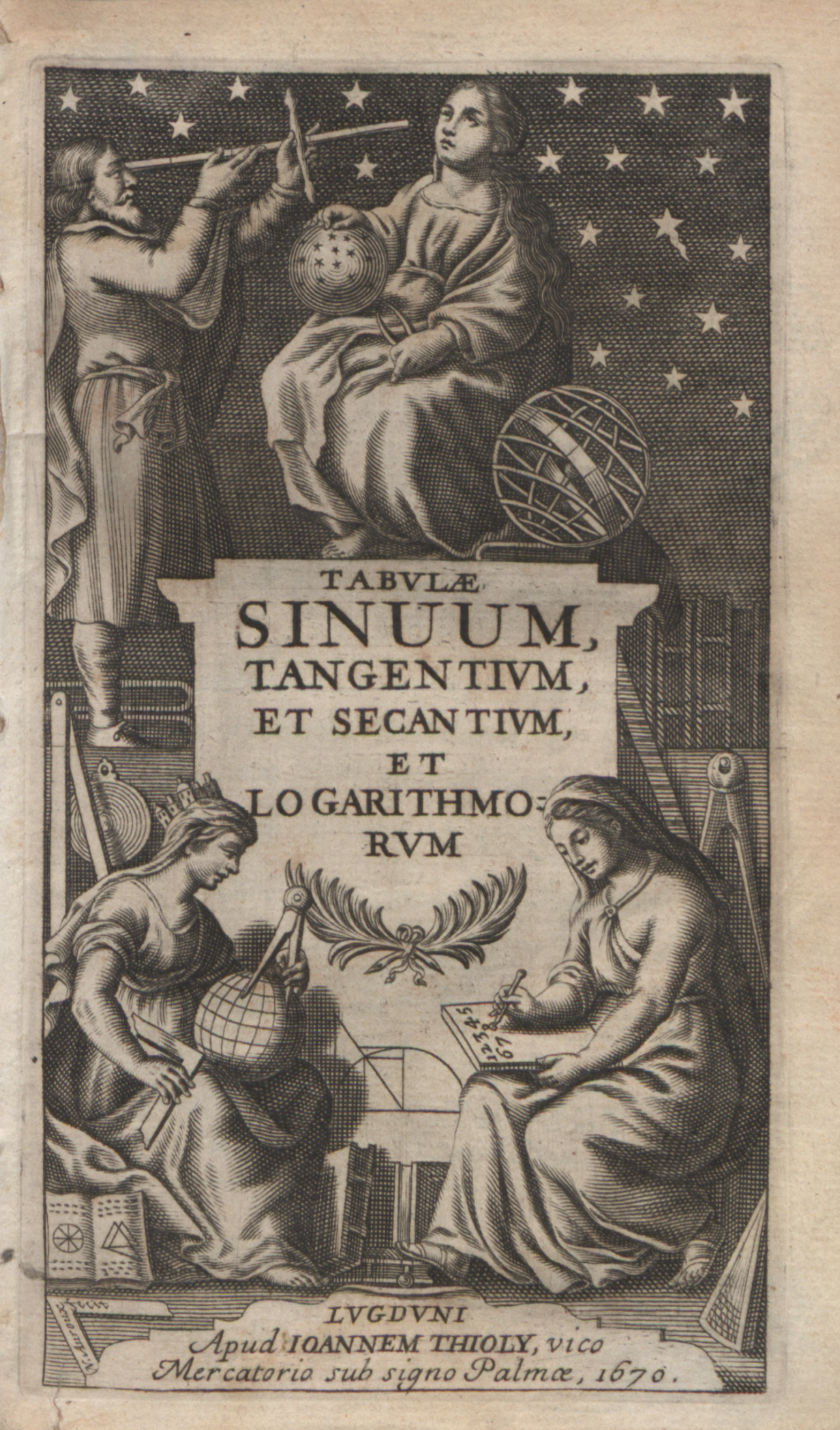
Tabulae, 1670

Adriaan Vlacq (Vlack, Vlaccus), född 1600 i Gouda, död i slutet av 1666 eller början av 1667 i Haag, var en nederländsk förläggare, bokhandlare och matematiker.
Vlacq kompletterade Henry Briggs logaritmtabeller genom att uträkna logaritmerna till talen 20 000 -90 000, Arithmetica logarithmica, sive logarithmorum chiliades centum. Edit. secunda aucta (1628; även på nederländska och franska samma år). Dessa logaritmtabeller innehåller även logaritmerna för sinus, tangenter och sekanter för varje minut av kvadranten och med 10 decimaler, vilken tabell han 1633 kompletterade med Trigonometria artificialis, innehållande logaritmerna för sinus och tangenter för var 10:e sekund av kvadranten. Vlacq utgav vidare Ephemerides motuum cælestium ab anno 1633 ad annum 1636 (1632) samt (tillsammans med Gellibrand) Briggs Trigonometria britannica (1633).